# Glaresis gineri
Glaresis gineri är en skalbaggsart som beskrevs av Pardo Alcaide 1958. Glaresis gineri ingår i släktet Glaresis och familjen Glaresidae. Inga underarter finns listade i Catalogue of Life.